# Iwan Charitonow
Iwan Michajłowicz Charitonow (ur. 14 czerwca 1870, zm. 17 lipca 1918 w Jekaterynburgu) – kucharz rodziny cara Mikołaja II.

## Życiorys
Był synem urzędnika dworskiego Michaiła Charitonowicza Charitonowa, nobilitowanego przez cara w 1882. W 1882 za radą ojca zaczął uczyć się sztuki kucharskiej. Po odbyciu praktyki w Paryżu, w 1888 mianowany czeladnikiem kucharskim. W latach 1891–1895 służył we flocie wojennej. Po zakończeniu służby powrócił na dwór carski, gdzie otrzymał stanowisko starszego kucharza. 
Po rewolucji lutowej Charitonow pozostał przy rodzinie carskiej. W tym czasie uczył tajników zawodu kucharskiego carskie córki. Zginął wraz z rodziną Mikołaja II, rozstrzelany w piwnicy domu Ipatiewa w Jekaterynburgu. 
Kanonizowany przez Rosyjską Cerkiew Prawosławną na wygnaniu, razem z rodziną cara Mikołaja II. Rosyjski Kościół Prawosławny w 2000 kanonizował rodzinę carską, ale nie włączył zamordowanych służących Romanowów do grona świętych.
30 października 2009 Prokuratura Generalna Federacji Rosyjskiej dokonała rehabilitacji 52 osób z otoczenia ostatniego cara, którzy padli ofiarą prześladowań, w tym Charitonowa. 
W życiu prywatnym Charitonow był żonaty (żona Jewgienija Andriejewna Tur), miał dwóch synów. W uroczystym pogrzebie ofiar zbrodni z Jekaterynburga (17 lipca 1998) wziął udział wnuk Charitonowa, Walentin.